# Alfredo Jaime Irujo
Alfredo Jaime Irujo (Pamplona, Navarra, 22 de mayo de 1942) es un político español.

## Biografía
Entre 1977 y 1983 perteneció a Unión de Centro Democrático, partido del que fue portavoz en el Ayuntamiento de Pamplona entre 1979 y 1983.
Tras la disolución de la UCD, se afilió a Unión del Pueblo Navarro, siendo igualmente concejal por dicha formación política entre 1983 y 1991. En 1991, sustituyó en la candidatura de UPN a la alcaldía de Pamplona a Javier Chourraut Burguete, alcalde entre 1987 y 1991 y miembro del sector "histórico" de UPN, enfrentado a los "renovadores" de Alfredo Jaime, Miguel Sanz Sesma y Juan Cruz Alli.
En 1991, llega a la alcaldía por UPN-PP (ya se había firmado el pacto de coalición entre esas dos fuerzas que diraría hasta 2008)  siendo la lista de mayor número de votos y concejales, 13 de los 27, y solo consiguieron el apoyo de sus concejales en la investidura, ya que los demás grupos se votaron a ellos mismo , excepto el concejal de EA, Javier Ayesa, que votó en blanco. La alcaldía de Alfredo Jaime estuvo marcada por el poco consenso que había en los plenos, siendo contrario a llegar a acuerdos con todos los partidos de la oposición, pero sobre todo con Herri Batasuna, Partido Nacionalista Vasco, Eusko Alkartasuna e Izquierda Unida (España).
En 1995, Alfredo Jaime abandonó la alcaldía delegando la cabeza de candidatura en Santiago Cervera Soto y hasta 2007 fue parlamentario foral dentro de UPN. Actualmente está retirado de la vida política.
- Datos: Q3383395